# Heinrich Kirchheim
Pour les articles homonymes, voir Kirchheim.
Heinrich Kirchheim (né le 6 avril 1882 à Bad Elmen de Groß-Salze, arrondissement de Calbe-sur-la-Saale et mort le 14 décembre 1973 à Lüdenscheid) est un Generalleutnant allemand qui a servi au sein de la Heer dans la Wehrmacht pendant la Seconde Guerre mondiale.
Il s'est vu décerner la médaille Pour le Mérite, la plus haute distinction prussienne lors de la Première Guerre mondiale. Lors de la Seconde Guerre mondiale, il reçoit la croix de chevalier de la croix de fer qui est attribuée pour récompenser un acte d'une extrême bravoure sur le champ de bataille ou un commandement militaire avec succès.

## Biographie
Le 1er mai 1899, Kirchheim s'engage en tant que porte-drapeau dans le 15e régiment d'infanterie (de) de l'armée prussienne à Minden et devient lieutenant à la mi-octobre 1900. Le 1er octobre 1904, à l'occasion de la répression de la révolte des Herero, il s'engage dans la troupe de protection du Sud-Ouest africain allemand et sert dans la colonie allemande jusqu'en mars 1914. Pour son action, Kirchheim reçoit l'Ordre de la Couronne de 4e classe. Entre-temps, il a été promu lieutenant à la mi-février 1910. Il retourne ensuite en Empire allemand et est engagé dans le 4e bataillon de chasseurs à pied.
Au début de la Première Guerre mondiale, Kirchheim devient commandant de compagnie dans le 10e bataillon de chasseurs à pied (de). Avec son bataillon, il participe aux combats sur le front occidental. Il y est promu capitaine le 24 août 1914. Le même jour, Kirchheim reçoit un coup de fusil dans le cou en essayant de prendre une batterie anglaise à Fontaine-au-Pire, à l'est de Cambrai. Après sa guérison, il passa avec son bataillon au Corps alpin nouvellement créé en mai 1915 et est engagé avec celui-ci au Tyrol. L'archiduc Charles rend visite au bataillon le 27 juin et lui décerne l'insigne de l'edelweiss, qui est porté sur le shako et la casquette jusqu'à la fin de la campagne.
Il a servi en tant que membre suppléant de la « cour d'honneur militaire » qui a jugé de nombreux membres de l'armée impliqués dans le complot du 20 juillet 1944, avant de les remettre à la Cour du Volksgerichtshof (tribunal du Peuple).

## Promotions militaires
| Fähnrich               | 27 janvier 1900   |
| Leutnant               | 18 octobre 1900   |
| Oberleutnant           | 10 février 1910   |
| Hauptmann              | 15 septembre 1914 |
| Major                  | 1er avril 1923    |
| Oberstleutnant         | 1er novembre 1928 |
| Oberst                 | 11 avril 1931     |
| Brevet de Generalmajor | 27 août 1939      |
| Generalmajor           | 1er juillet 1940  |
| Generalleutnant        | 1er juillet 1942  |

## Décorations
- Croix de fer (1914)
  - 2e classe
  - 1re classe
- Pour le Mérite (1918)
- Croix de chevalier de l'ordre royal de Hohenzollern
- Ordre de la Couronne de fer, 3e classe avec décoration de guerre
- Croix du Mérite militaire (Autriche), 3e classe avec décoration de guerre
- Ordre de la Couronne (Prusse), 4e classe avec glaives
- Ordre du Mérite militaire (Bavière), 4e classe avec glaives
- Médaille du Souvenir d'Afrique du Sud-Ouest en Bronze
- Insigne des blessés (1918)
  - en noir
- Croix d'honneur
- Agrafe de la croix de fer (1939)
  - 2e classe
  - 1re classe
- Croix de chevalier de la croix de fer
  - Croix de chevalier le 14 mai 1941 en tant que Generalmajor et commandant de la branche spéciale en Libye de l'OKH et commandant de la division italienne « Brescia »[1]
- Bande de bras Afrika